# فن غوبتا
فن غوبتا هو فن إمبراطورية غوبتا التي حكمت معظم شمال الهند وبلغت ذروتها بين نحو 300 و480 ميلادي، ولكنه تمكن من النجاة بشكل أقل بكثير حتى نحو عام 550. تُعتبر فترة غوبتا عمومًا ذروة كلاسيكية وعصرًا ذهبيًا لفن شمال الهند لجميع المجموعات الرئيسية. على الرغم من انتشار الرسم بشكل واضح، إلا أن الأعمال الباقية كانت كلها تقريبًا عبارة عن منحوتات دينية. شهدت الفترة ظهور الإله الرمزي الحجري المنحوت في الفن الهندوسي، بينما استمر إنتاج شخصية بوذا وشخصيات جاين تيرثانكارا في التوسع، غالبًا ما توسع هذا الأخير على نطاق كبير جدًا. بينما استمر المركز الرئيسي التقليدي للنحت هو ماثورا، وأخذ بالازدهار مع استمرار فن غاندهارا، مركز الفن اليوناني البوذي خارج الحدود الشمالية لإقليم غوبتا، في ممارسة التأثير. ظهرت مراكز أخرى خلال الفترة، وخاصة في سارناث. صدرت كل ماثورا وسارناث المنحوتات إلى أجزاء أخرى من شمال الهند.
من المعتاد أن تُدرج تحت «فن غويتا» أعمال من مناطق في شمال ووسط الهند ولكنها لم تكن في الواقع تحت سيطرة غوبتا، لا سيما الأعمال الفنية المنتجة في عهد أسرة فاكاتاكا التي حكمت هضبة الدكن نحو 250- 500. احتوت منطقتهم على مواقع مهمة جدًا مثل كهوف أجانتا وكهوف إليفانتا، وقد أُنشئت في الغالب خلال هذه الفترة، وكهوف إلورا التي ربما بدأت في ذلك الوقت أيضًا. وعلى الرغم من أن الإمبراطورية فقدت أراضيها الغربية نحو عام 500، فقد استمر الأسلوب الفني في معظم أنحاء شمال الهند حتى نحو عام 550، ويمكن القول حتى نحو 650. تلاها بعد ذلك فترة «ما بعد غوبتا»، مع (إلى حد تنازلي بمرور الوقت) العديد من الخصائص المتشابهة، وقد أنهى هارلي هذا نحو عام 950.
كان الأسلوب بشكل عام متسقًا جدًا عبر الإمبراطورية والممالك الأخرى التي استُخدم فيها، وكانت الغالبية العظمى من الأعمال الباقية عبارة عن منحوتات دينية، معظمها من الحجر وبعضها من المعدن أو الطين، بينما كانت العمارة بمعظمها من الحجر وبعضها من الطوب. تُعتبر كهوف أجانتا عمليًا الناجي الوحيد مما كان من الواضح أنه مجموعة كبيرة ومتطورة من اللوحات، والعملات الدقيقة للغاية والتي تُعد الناجية الرئيسة في فئة الأعمال المعدنية.
أنتج فن غوبتا الهندي كلًا من المنسوجات والمجوهرات، التي لا تُعرف إلا من خلال التمثيلات في النحت وخاصة اللوحات في أجانتا.

## خلفية
سبق فن غوبتا الفن الكوشاني، وهو فن إمبراطورية كوشان في شمال الهند الذي ازدهر بين القرنين الأول والرابع الميلاديين ومزج تقليد الفن اليوناني البوذي في غاندهارا متأثرًا بالقوانين الفنية الهلنستية، وأكثر من ذلك فن ماثورا الهندي. في غرب الهند، مثل ما هو واضح في ديفنيموري، طورت الساترابس الغربية (في القرنين الأول والرابع الميلادي) فنًا راقيًا يمثل تقليدًا غربيًا هنديًا كان سابقًا لظهور فن غويتا، والذي أثر ليس فقط على الأخير بل أيضًا على فن كهوف أجانتا وسارناث وأماكن أخرى من القرن الخامس فصاعدًا. كان فن ساتافاهانا في وسط الهند قد خلق بالفعل تعبيرًا هنديًا غنيًا، كما وهو واضح في سانشي، الذي أثر أيضًا على فن غوبتا.
مع فتوحات سامودراغوبتا (نحو 335/350- 375 ميلادي) وشاندراغوبتا الثاني (نحو 380- نحو 415 ميلادي)، جاءت إمبراطورية غوبتا لتشمل أجزاءً شاسعة من وسط وشمال وشمال غرب الهند حتى بنجاب وبحر العرب، مستمرة ومتوسعة في هذه التقاليد الفنية السابقة وتطوير أسلوب غوبتا الفريد والارتقاء «إلى آفاق الرقي والأناقة والمجد». على عكس بعض السلالات الهندية الأخرى قبلها وبعدها، وباستثناء الصور التي ظهرت على عملاتهم المعدنية، لم تعلن غوبتا الإمبراطورية عن علاقتها بالفن الذي أنتجته من خلال النقوش، ناهيك عن الصور التي نجت إلى اليوم.

### التسلسل الزمني المبكر
هناك عدة قطع من التماثيل تعود لفترة غوبتا وتمتلك تاريخًا، وتعمل هذه القطع كمعيار للتسلسل الزمني في ظل غوبتا. يعود تاريخ تماثيل غوبتا إلى عصر غوبتا (الذي بدأ في 318- 319 ميلادي)، وأحيانًا تذكر هذه التماثيل الحاكم في ذلك الوقت. إلى جانب التماثيل، تعد العملات المعدنية أيضًا مؤشرًا مهمًا للتسلسل الزمني.
على الرغم من الاعتقاد أن إمبراطورية غوبتا قد بدأت بعد الملك غوبتا في أواخر القرن الثالث الميلادي، إلا أن أقدم المنحوتات المعروفة والمؤرخة لفن غوبتا جاءت متأخرة نسبيًا، أي بعد نحو قرن من الزمن، وبعد غزو شمال غرب الهند تحت قيادة سامودراغوبتا. من بين أقدم هذه المنحوتات هناك عمود منقوش يسجل تركيب اثنين من شيفا لينغاس في ماثورا عام 380 ميلادي تحت حكم تشاندراغوبتا خليفة سامودراغوبتا. هناك مثال نادر آخر هو تمثال لبوديساتفا جالسًا بأسلوب ماثورا مع عباءة وشال على الكتف الأيسر، جاء من بود غايا ويعود تاريخه إلى «عام 64»، على الأرجح من عصر غوبتا ويعتقد أنه من عام 384 ميلادي. ظل هذا النوع نادر الحدوث مثلما هو الحال في معظم تماثيل غوبتا اللاحقة، يظهر بوذا برداء سامغاتي الرهباني الذي يغطي كلا كتفيه.
كان سك العملة تطورًا متأخرًا نسبيًا، يلي أيضًا غزو ساموغراغوبتا للشمال الغربي. كانت نقود غوبتا في البداية تقليدًا لأنواع كوشان.